# 硝酸钕铵
硝酸钕铵是一种无机化合物，化学式为(NH4)2Nd(NO3)5。它可由氧化钕、硝酸和硝酸铵反应制得，从溶液中可以结晶出四水合物。它和NaOSiPh3(THF)反应（THF=四氢呋喃），可以得到[Nd(OSiPh3)3(THF)3](THF)。